# いっきにパラダイス
『いっきにパラダイス』は、2000年4月28日から2003年3月14日までNHK総合で放送されたテレビ番組である。

## 概要
五木ひろしをホストに様々なジャンルの一流の芸・技を新進気鋭から大御所まで多彩なゲストを迎えて送るステージショーであった。

## 放送時間
- 「金曜オンステージ」
  - 金曜 20:00 - 20:43／月曜 16:15 - 16:58

## 放送日
1. 2000年4月28日
2. 2000年5月26日
3. 2000年6月30日
4. 2000年7月28日
5. 2000年10月27日
6. 2000年11月24日
7. 2001年1月26日
8. 2001年2月23日
9. 2001年3月30日
10. 2001年4月27日
11. 2001年5月25日
12. 2001年6月29日
13. 2001年7月27日
14. 2001年8月31日
15. 2001年9月28日
16. 2001年10月26日
17. 2002年1月25日
18. 2002年3月15日
19. 2002年5月17日
20. 2002年7月12日
21. 2002年9月13日
22. 2002年10月11日
23. 2002年11月8日
24. 2003年1月10日
25. 2003年2月14日
26. 2003年3月14日